# Бекоев, Асланбек Дзенаевич
Асланбе́к (Адабе) Дзена́евич Беко́ев (осет. Бекъойты Дзенайы фырт Асланбек; род. 4 ноября 1938 в селении Карман-Синдзикау Дигорского района Северной Осетии — Алании) — заслуженный тренер РСФСР по вольной борьбе (1980).

## Биография
Родился 4 ноября 1938 года в селении Карман-Синдзикау Дигорского района Северной Осетии. Стал заниматься борьбой с 12 лет. Становился многократным чемпионом города Владикавказа и республики Северной Осетии. Мастер спорта СССР по вольной борьбе.
В 1968 году окончил факультет физического воспитания и спорта Ростовского государственного педагогического университета и стал работать тренером по вольной борьбе в добровольном физкультурном спортивном обществе профсоюзов Северной Осетии.
Подготовил 25 мастеров спорта и трёх мастеров спорта международного класса. Среди его учеников чемпион мира и Европы Ирбек Фарниев, призёр чемпионата Европы, победитель и обладатель Кубка мира Владимир Дзугутов, чемпион мира 2009 года Заурбек Сохиев, чемпион Европы среди молодежи Георгий Калоев.